# Обозновка (Полтавская область)
Обозновка (укр. Обознівка) — село,
Обозновский сельский совет,
Глобинский район,
Полтавская область,
Украина.
Код КОАТУУ — 5320685801. Население по переписи 2001 года составляло 382 человека.
Является административным центром Обозновского сельского совета, в который, кроме того, входят сёла
Багны,
Гуляйполе,
Заречное и
Новый Выселок.

## Географическое положение
Село Обозновка находится на правом берегу реки Омельник, выше по течению примыкает село Новый Выселок, ниже по течению на расстоянии в 0,5 км расположено село Гуляйполе, на противоположном берегу — село Заречное. На реке небольшая запруда.

## История
Село Обозновка возникло примерно в 1630 году во время освободительной войны украинского народа против польских захватчиков. Хорошие природные пастбища в долине реки Сухой Омельник, плодородные чернозёмные поля обусловили возникновение небольшого поселения. А после войны на свободных землях поселились казаки Кривун и Терещенко. Хуторок назывался Омельничок. Из легенд, название села, которое долгое время называлось Обизнивка, происходит от слова «Обиз». Будто во время Северной войны России со Швецией на этом месте остановился на пути к Полтаве военный обоз III разряда, который вез военное снаряжение со складов, расположенных на месте современного села Погребы. Военные действия перенеслись от Полтавы к речке Днепр, а потому обозу было приказано дальше не двигаться. После погрома шведов обозные остались жить на правом берегу реки Сухой Омельник.
Во времена крепостного права, когда село принадлежало господину Шушкову, село было бедным и неустроенным. Господин Шушков отмечался безжалостностью, жестокостью по отношению к крепостным. Крестьяне убили своего господина. Новым владельцем стал генерал Башмаков, который служил в Петербурге. Имение находилось на левом берегу реки Сухой Омельник. Сам помещик редко появлялся в деревне и поэтому произволам управляющего не было предела. Крестьяне очень бедствовали. Все крестьянские хозяйства имели 750 га земли, в то время, как помещик хозяйничал на 1800 га. На этой земле крестьяне отрабатывали барщину по 4 дня в неделю. За земли помещика крестьянам не позволялось даже переходить, они обходили барские владения за много километров. Помещику принадлежали лес и река.
В конце XIX в. Башмаков умер, а его вдова продала поместье господину Балтазару Скадовскому. Скадовский в качестве свадебного подарка передал поместье молодоженам Софии Балтазаровне Скадовский (дочери) и Александру Панайотову. Имение со всеми владениями назывался Софиевской экономией господина Александра Константиновича Панайотова. Положение крестьян осталось тяжелым. Панайотов прибрал к рукам земли хуторов Горбыкове и Трохимцев. Крестьяне батрачили за 3 руб. на месяц. Но постепенно экономия начала крепнуть. Господин свозил хороших ремесленников. Детей крестьян обучали мастерству шорников, бондарей, гончаров. В селе были построены кирпичный, винокуренный заводы, чайная.
По переписи 1859 записана, как хутор Кременчугского уезда, в котором было 88 дворов, 849 жителей. Со второй половины 19 века Обозновка отнесена в состав Пустовойтовского волости Кременчугского уезда. В 1875 году открыто земское училище, в котором обучалось 55 учеников и работало 2 учителя. Летом 1905 бастовали крестьяне, работавшие на винокуренном и кирпичном заводах О.Панайотова, они сожгли несколько хозяйственных построек, 30 человек были арестованы. В 1901 году освящена Богоявленская церковь.
Советскую власть в селе провозглашено в январе 1918 года. Обозновка становится центром сельсовета. В 1919 году на базе помещичьей экономии создан совхоз — племрозсадник «Октябрь», впоследствии преобразованный в племзавод. Хозяйство просуществовало до 1996 года, после чего было реформировано, а в 2004 году в связи с банкротством ликвидировано. 7 марта 1923 село отнесено к Глобинскому району Кременчугского округа.
В период немецко-фашистской оккупации Обозновка (13.09.1941—26.09.1943) гитлеровцы казнили 9 жителей деревни, вывезли на принудительные работы в Германию 123 человека, уничтожили все хозяйство племсовхоза, сожгли 44 дома.
В настоящее время площадь сельсовета составляет 4433,3 га, из которых 90 % — сельскохозяйственные угодья, 2 % — лесопокрытые площади, 8 % — другие земли.
Сельский совет граничит с Пустовойтовским, Пузиковским, Погребовским, Фрунзовским сельскими советами Глобинского района, Кременчугским районом Полтавской области.
Обозновский сельсовет расположен в лесостепной зоне. Почвы преимущественно чернозёмные.
Территорию сельского совета пересекает автотрасса районного значения Глобино — Кременчуг протяженностью дорожного полотна 6,1 км.

## Экономика
- Молочно-товарная ферма.
- ФХ «Нива».

## Объекты социальной сферы
- Школа.